# میرزا محمود حسینی زنجانی

از راست: احتشام‏السلطنه علامیر (حاکم زنجان)، مشیرالممالک وزیری زنجانی، میرزا ابوالفضائل امام‏جمه

سید محمود حسینی الموسوی زنجانی مشهور به «امام جمعه» (۱۳۰۹ه‍.ق در زنجان - ۱۳۷۵ه‍.ق در زنجان)، فقیه ، عارف و از مراجع تقلید شیعه اهل ایران و امام‌ جمعه‌ زنجان بود.
پدر او سید ابوالفضائل حسینی زنجانی از علمای به نام زنجان و فرزند او سید عزالدین حسینی زنجانی از مراجع تقلید شیعه بود.

## ولادت
میرزا محمود در ربیع‌الاول سال ۱۳۰۹ هجری قمری در خاندان علم و فقاهت در شهر زنجان دیده به جهان گشود.

## خاندان

### اجداد پدری
پدر وی از علمای برجستهٔ زنجان سید ابوالفضائل حسینی زنجانی مدفون در کاظمین و پدربزرگ او نیز میرزا عبدالواسع مجتهد زنجانی از مراجع تقلید شیعه اهل زنجان بودند.
جد وی سید محمد مجتهد سردانی معروف به (سیّد مجتهد) از فقهای بزرگ و از مراجع تقلید شیعه عصر خود بود و در برکناری فرقه بابیه در زنجان نقش داشته و علیه بابیت فتوا داده بود. یکی دیگر از اعضای برجسته این خاندان عبدالکریم زنجانی نوه دختری میرزا عبدالواسع و پسرعمه میرزا محمود است که سال‌ها برای اتحاد اسلامی تلاش کرد و نماز جماعت در حرم علی بن ابی‌طالب به امامت او برگزار می‌شد. مادربزرگ پدری میرزا محمود نیز دختر شیخ‌الاسلام زنجان و میرزا ابوعبدالله شیخ‌الاسلام، مترجم کتاب تاریخ‌القرآن و تنها عضو ایرانی فرهنگستان دمشق، پسرعمه پدر میرزا محمود محسوب می‌شد.
سید محمد حسینی زنجانی از مراجع تقلید شیعه نوهٔ وی می‌باشد.

### اجداد مادری
او از طرف مادرش سکینه‌خانم نوه حاج سیّد محسن موسوی بود که یکی از تجار معروف زنجان در عهد ناصرالدین‌شاه قاجار و در عین حال عالم و خطاطی برجسته بود. دایی او سید محمد موسوی زنجانی نماینده زنجان در مجلس مؤسسان بود و پسردائی‌هایش سید رضا زنجانی و سید ابوالفضل زنجانی از یاران محمد مصدق و از اعضای عالی‌رتبه جبهه ملی ایران بودند.
رشته نسب حاج سیّد محسن، پدربزرگ مادری میرزا محمود، با ۲۶ واسطه به موسی کاظم می‌پیوندد:
- محسن بن محمدباقر بن امیرسلیم بن امیرمحمدعلی بن امیرمحسن[۱] بن امیرسلیم[۲] بن امیربرهان‌الدین بن علی بن حسن بن عبدالله بن علی بن سلمان بن عبدالصمد بن محمد بن داوود بن ابراهیم بن علی بن خلیل بن ابراهیم بن تاج‌الدین بن عزالدین بن عبدالرحیم بن قاسم بن ابراهیم بن حسین بن موسی بن ابراهیم بن موسی بن جعفر

## تحصیلات
او در ابتدا پس از طی دروس ابتدایی در مدرسه التأسیس زنجان که زیر نظر مترجم همایون اداره می‌شد، نزد بزرگان به تعلین سطوح اشتغال یافت. حاج شیخ جواد روحانی طارمی، میرزا عباسعلی و آخوند ملا سبز علی از اساتید عمده وی در این دوران به‌شمار می‌روند.
همچنین از محضر اساتیدی چون آقا میرزا مجید زنجانی در منظومه حکمت، مرحوم آقا شیخ غلامحسین فقیه قره تپه‌ای در دروس سطوح و خارج، آقا عبدالله مجتهد کاوندی زنجانی و علامه ملا قربانعلی زنجانی نیز بهره گرفتند.
میرزا محمود تحصیلات مقدماتی خود را از کودکی نزد پدر خود و دیگر اساتید به نام زنجان شروع نمود و در حدود سن ۸ سالگی ملبس به لباس روحانیت شد.

### تحصیل در نجف
وی سپس در ۲۱ سالگی به نجف اشرف عزیمت نمود و از بزرگان حوزه علمیه نجف بهره‌های وافر برد.
بزرگان و نامورانی همچون آیات عظام:
- سید محمد کاظم یزدی - صاحب کتاب شریف عروة الوثقی - بنا به گفته‌استادش کتابی در خصوص قضا میت به رشته تحریر درآورد.
- آقا ضیاء الدین عراقی
- فتح‌الله شریعت اصفهانی

او پس از گذشت هفت سال به زنجان برگشت و پس از مرگ پدر در سال ۱۳۳۹ ه‍.ق مجدداً عازم نجف شدند. در این دوره از محضر افرادی همچون:
- میرزای نائینی
- محمد حسین غروی اصفهانی - مشهور به کمپانی بهره برد.

### بازگشت به زنجان
او پس از اتمام تحصیلات و رسیدن به مقام اجتهاد مجدداً راهی زنجان شد و در مسجد جامع شهر به اقامه جمعه و جماعت و تدریس پرداخت. در کنار این‌ها امامت جمعه زنجان نیز بر عهدهٔ وی بود.

## درگذشت
سرانجام میرزا محمود حسینی زنجانی در سال ۱۳۷۵ هجری قمری در شهر زنجان درگذشت و پیکرش پس از تشییع در نجف حرم امام علی به خاک سپرده شد.

## تألیفات
میرزا محمود تألیفات فراوانی داشت که به چند مورد اشاره می‌شود :
- رسالة الأحکام توضیح المسائل
- ذخر البشر فی شرح باب حادی عشر
- شرح صحیفه سجادیه
- تقریرات دروس حضرات آیات غلام حسین فقیه زنجانی، علامه ملاقربانعلی زنجانی، میرزا عبدالله کاوندی زنجانی، شیخ الشریعه اصفهانی، سید محمد کاظم یزدی، میرزای نائینی
- کتابی در معظم مباحث اصول
- حواشی بر تقریرات شیخ محمد علی کاظمینی
- رساله‌ای در جبر و تفویض و …

## شاگردان
از مشهورترین شاگردان وی می‌توان به افراد زیر اشاره کرد:
- سید عزالدین حسینی زنجانی - فرزند ارشد
- مرحوم رضا روزبه
- سید موسی شبیری زنجانی
- سید محمود طالقانی - اولین امام جمعه تهران
- سید علی حجت هاشمی خراسانی

ابوالفضائل مجتهدی (فرزند میرزا محمود حسینی زنجانی) نقل کرده‌است: سید مجتبی نواب صفوی روی فشارهای سیاسی روز، فراری بود و در جریان قرار و اختفا یک روز سرد زمستان خود را از طریق بیراهه از شهر «اردبیل» به زنجان رسانده وارد منزل پدرم شد و دست کم دو شبانه روز در اتاقی خاص از حیاط اندرونی دور از چشم اغیار، مهمان ما بود من نیز از جانب پدر مأمور پذیرائی و انجام دستورات و حوائج وی بودم یک روز اول صبح که آقای نواب در حال عزیمت به تهران بود، از مرحوم پدرم در خواست استخاره کرد. مرحوم پدرم با قرآن استخاره کرد و با دیدن آیه مورد نظر به نواب فرمودند استخاره ظاهراً مربوط به مسئله جنگ و ستیز و کشت و کشتار است، می‌کشی ولی … خود نیز کشته خواهی شد… بعداً که از والد سؤ ال شد شما از کجا این معنا را دریافتید؟
فرمودند آیه استخاره «فقاتلو ائمة الکفر… توبه ۱۲)) بود و من این معنا را از کلمه ((قاتلوا» استنباط کردم که از باب مفاعله و بین الاثنین است و حاکی از زد و خورد متقابل و کشتن و کشته شدن می‌باشد…

## فرزندان
از او ۵ فرزند و سه فرزند پسر به یادگار ماند که عبارت اند از:
- سید عزالدین حسینی زنجانی از مراجع تقلید شیعه
- دکتر سید نورالدین مجتهدی (حسینی) - پزشک و مدیر بهداری کل ارتش
- دکتر سید ابوالفضائل مجتهدی (حسینی) - سفیر سابق ایران در هند و دارای تألیفات فراوان

## مجلس مؤسسان
وی در مجلس مؤسسان که برای به سلطنت رسیدن رضا شاه برگزار شده بود به عنوان نماینده شهر زنجان حضور داشت و در اواسط مجلس به دلیل مخالفت با به سلطنت رسیدن رضا شاه و اعتراض به علمای حاضر در آنجا از مجلس بیرون رفت. هنگامی که او از جای خود بلند شد یکی از حاضرین در آنجا خطاب به او و با لحن تمسخرآمیز گفت: آقا این تزویرها را برای خرهای زنجان بکنید! میرزا محمود در جواب این جمله را گفت: بنده اینجا را زنجان می‌بینم!!!
او در اثر مخالفت‌هایش با سلطنت رضاخان پهلوی، مدتی را در حصر گذراند.
فرزندش سید عزالدین واقعه را این‌گونه توصیف می‌کند:
در انتخابات مجلس مؤ سسان رضاخانی مرحوم والد و چند تن دیگر از شخصیت‌های علمی و اجتماعی طراز اول زنجان شرکت داشتند و به عنوان وکلای منتخب مردم زنجان وارد مجلس مؤ سسان شدند، مرحوم والد خاطرات گوناگونی از این مسافرت نقل می‌کردند. (منجمله فرمودند) در آخرین جلسه نوبت برای رای‌گیری رسید، کارت‌های سفید نشانه رأی مثبت به سلطنت پهلوی بود و رنگ آبی علامت امتناع بود اسامی حاضر نیز بر روی کارت‌ها چاپ شده بود مرحوم والد فرمودند یک مرتبه به فکرم افتاد که این مرد که که چنین در باغ سبز نشان می‌دهد از کجا معلوم که پس از قرار سلطنت به راه کج نرفته و مرتکب اعمال خلاف دین نگردد، به نشانه اعتراض از جای برخاسته و به راه افتادم یکی از منسوبین نزدیک که در مجلس حضور داشت پرسید کجا می‌روید؟ گفتم: من این رأی دادن را مشروع نمی‌دانم و سرانجام بدون رأی دادن از آن جلسه خارج می‌شوند و می‌فرمود: چون بار اول مسافرتم به تهران بود و وقت شب و هوا هم بارانی بود راه خانه را گم کردم و تقریباً تا صبح در کوچه‌های آن روز تهران سرگردان می‌گشتم تا با زحمت فراوان منزل را پیدا کردم به خانه که برگشتم جسماً خیلی خسته بودم اما نشاط ناشی از این معنا که خداوند توفیق تصمیم قاطع به ترک چنین جلسه‌ای را نصیبم فرموده فراموش نشدنی است.
آری آن مرحوم این تسدید را یکی از بزرگترین مواهب الهی می‌دانستند و پیوسته در تداعی خاطرات شکرگزار این نعما بودند.

## فرقه دموکرات آذربایجان
در جنگ جهانی دوم که آذربایجان برای مدتی به دست عوامل روس افتاد امام زنجانی هم‌زمان با حکم جهاد و دفاع یکی از رجال مقتدر زنجان را به قیام مسلحانه علیه توطئه تجزیه آذربایجان تحریک کرد فرد مزبور نیز امر مرحوم امام را امتثال کرد و با جمع‌آوری افراد خویش از دهات اطراف زنجان به جنگ با عوامل تجزیه پرداخت تا اینکه غلام یحیی پی برد که اساس این مقاومت از طرف امام جمعه بوده از این روی شخصاً به قصد دستگیری ایشان راهی زنجان شد، مرحوم امام جمعه که از این موضوع آگاه شد با قطار بسوی تهران حرکت کرد غلام یحیی دستور داد قطار را متوقف کنند ولی خوشبختانه قطار از قلمرو و سلطه دموکراتها گذشته بود، مرحوم امام جمعه به سلامت وارد تهران شدند و پس از توقف کوتاه به قو رفتند و تا بیرون رفتن ایادی همسایه شمالی در آن شهر اقامت گزیدند.

## کشف حجاب
سید عزالدین فرزندش در شرح یکی دیگر از این برخوردها… آورده‌اند: اوائل غائله کشف حجاب بود و من هنوز به حد تکلیف نرسیده بودم، همراه مرحوم والد در یک منزل اجاره‌ای واقع در خیابان سیروس ‍ تهران سکونت داشتیم آن روزها مسئله کشف حجاب از طرف رژیم تعقیب می‌شد و مجالس تشکیل می‌یافت و بزرگان را طوعا و کرها به آن مجالس ‍ همراه خانمهایشان دعوت می‌کردند، شوهر همشیره مرحوم والد یکی از رجال سرشناس زنجان بود و احتمال می‌رفت که او نیز دعوت شده و در آنگونه مجالس حضور یابد. مرحوم والد نامه مفصلی به وی نوشته و در آن بر لزوم مقاومت در برابر این برنامه ننگین و ضرورت رد دعوت مجالس ‍ مزبور تأکید کردند، نامه به آدرس زنجان پست شد. چندی بعد مرحوم والد طرف صبح به همراه یکی از بستگان به قصد ملاقات کسی از منزل خارج شدند و ظهر به منزل نیامدند، ما نگران شدیم شب که مرحوم والد به منزل آمد ماجرا را چنین تعریف کرد:
همین که از منزل بیرون رفته و سوار درشکه شدیم شخص جلو آمد و گفت: سرتیپ جوانشیر شما را به اداره تاءمینات احضار کرده‌اند و باید الان با من به نظمیه بیائید. درشکه از همان‌جا مستقیم به میدان توپخانه رفت و مرا به نظمیه بردند و به اتاقی که دفتر کار سرتیپ جوانشیر بود وارد کردند، سرتیپ با برخوردی بسیار سرد کاغذی را در جلوی من گذاشت و پرسید: این کاغذ را شما نوشته‌اید؟
من دیدم همان نامه‌ای که به شوهر همشیره ام نوشته بودم که سانسور شده و به دست نظمیه افتاده است، باری با کمال شجاعت و صراحت گفتم: بلی من نوشته ام سرتیپ پرسید مگر نمی‌دانی که اعلیحضرت به رفع حجاب امر فرموده است؟ گفتم: فعلاً به این جهت قضیه که این عمل خلاف شرع مقدس و مخالف صریح قرآن است کاری نداشته و بدان نمی‌پردازیم اما از بیان این نکته نمی‌توانم بگذرم که آنچه من از مقام و عزت و آبرو و امکانات مادی و غیر و غیره دارم همه و همه از پرتو این دین مبین و پیروی از آن به دست آمده‌است حال اگر با وجود برخورداری از این همه نعمت که به برکت این دین فراهم آمده با دستورات آن مخالفت ورزم کفران نعمت و ناسپاسی کرده و باید دو توپ گذاشته شوم من این نامه را به حکم وظیفه دینی که بالاتر از هر امر و فرمانی است نوشته ام و در این راه نیز خود را برای هر اتفاقی که رخ دهد آماده کرده‌ام.
می‌فرمود: برخلاف انتظار این کلام بسیار مؤ ثر افتاد و سرتیپ نامبرده با لحنی گرم صدا زد برای آقا چای بیاورید. گفتم: من نمی‌خورم و (چون سرتیپ چنین پنداشت که به خاطر احتیاط و پرهیز از سم احتمالی از نوشیدن آن خودداری می‌کنم) افزودم که: از برکت این دین من بحمدالله بهترین چای لاهیجان را می‌خورم و این‌گونه چائی‌ها با مذاق من سازگار نیست.